# Bruno Misefari
Bruno Misefari conosciuto anche con lo pseudonimo anagrammatico Furio Sbarnemi (Palizzi, 17 gennaio 1892 – Roma, 12 giugno 1936) è stato un anarchico, filosofo, poeta e ingegnere italiano.
All'anagrafe Bruno Vincenzo Francesco Attilio Misefari, era fratello di Enzo (politico calabrese del P.C.I., storico e poeta), di Ottavio (calciatore reggino tra i più conosciuti nei primi anni del secolo; giocò nella Reggina e nel Messina) e di Florindo (biologo, attivista della Lega Sovversiva Studentesca e del gruppo "Bruno Filippi").

## Biografia

### Gioventù
Dopo aver frequentato la scuola elementare del piccolo paese di nascita in provincia di Reggio Calabria, a undici anni si trasferì con lo zio proprio a Reggio Calabria. Già da adolescente, influenzato dalle frequentazioni di socialisti e anarchici in casa dello zio, partecipò attivamente alla fondazione e allo sviluppo di un circolo giovanile socialista (intitolato ad A. Babel, rivoluzionario tedesco dell'Ottocento). Iniziò a collaborare al giornale Il Lavoratore, organo della Camera del Lavoro di Reggio Calabria, firmando gli articoli come "Lo studente". Collaborò nello stesso periodo a Il Riscatto, periodico socialista-anarchico stampato a Messina; e con Il Libertario, stampato a La Spezia e diretto da Pasquale Binazzi. Il 5 marzo 1912, a causa della sua attività antimilitarista esercitata all'interno del Circolo contro la Guerra italo-turca, fu arrestato e condannato a due mesi e mezzo di carcere per «istigazione alla pubblica disobbedienza».
Fu nei due anni successivi che Bruno si convertì dal socialismo all'anarchia. Ciò avvenne soprattutto con la frequentazione (già dal 1910) da parte di Giuseppe Berti, suo professore di fisica presso l'"Istituto Tecnico Raffaele Piria".
Nel 1912 si trasferì a Napoli e si iscrisse al Politecnico, dopo avere studiato fisica e matematica alle superiori, e anche per non dispiacere al padre, proseguì tali studi. Pesò inoltre su questa decisione il fatto che in quegli anni, dopo la tragica distruzione della città di Reggio Calabria a causa del terremoto del 1908, il lavoro che garantiva le maggiori certezze era proprio quello dell'ingegnere. Nondimeno continuò per proprio conto gli studi a lui prediletti: politica, filosofia, letteratura, come aveva fatto fino ad allora. A Napoli si fece subito avanti nell'ambiente anarchico. Il movimento a Napoli contava allora di un centinaio di aderenti.
Nel 1915 si rifiutò di partecipare al corso allievi ufficiali a Benevento e fu condannato a quattro mesi di carcere militare. Diserterà una seconda volta il 28 settembre 1916, trovando rifugio nella campagna del beneventano in casa di un contadino. Tornato a Reggio Calabria, il 5 marzo 1916 interruppe una manifestazione interventista nella centrale Piazza Garibaldi, salendo sul palco e pronunciando un discorso antimilitarista. Venne per questo motivo arrestato e condotto presso il carcere militare di Acireale; sette mesi dopo venne trasferito presso quello di Benevento. Da lì riuscì ad evadere grazie alla complicità di un amico secondino. Fu tuttavia intercettato alla frontiera del confine svizzero; ancora incarcerato, riuscì nuovamente nella fuga nel giugno del 1917.
Il 19 giugno 1917 toccò il territorio svizzero, ma i gendarmi lo condussero al carcere di Lugano. Giunte dalla Calabria le informazioni su di lui, essendo un uomo politico, dopo quindici giorni fu lasciato libero con la facoltà di scegliere il luogo di residenza. Indicò subito Zurigo, dove sapeva di potere rintracciare Francesco Misiano, suo caro amico e noto esponente politico socialista, anche lui accusato di diserzione. A Zurigo trovò ospitalità presso la famiglia Zanolli, dove si innamorò della giovane Pia, che diventerà sua compagna di vita.
Durante il periodo di esilio in Svizzera, Bruno svolgeva attività politica tenendo i contatti con Luigi Bertoni e con altri gruppi anarchici elvetici, collaborando anche al giornale: Il Risveglio Comunista Anarchico. Svolse una serie di conferenze in varie città della Svizzera. Bruno si autoannunciava con un suo pseudonimo anagrammatico Furio Sbarnemi. A Zurigo frequenta la Cooperativa socialista di Militaerstrasse 36 e la libreria internazionale di Zwinglistrasse gestita dai disertori Giuseppe Monnanni, Francesco Ghezzi e Enrico Arrigoni; in questi ambienti conosce anche Angelica Balabanoff.
Il 16 maggio 1918 venne arrestato per un complotto inventato dalla polizia. Fu incolpato innocentemente con l'accusa di avere fomentato una rivolta nella città e di «aver fabbricato bombe a scopo rivoluzionario». Con lui furono arrestati diversi attivisti politici, tra i quali lo stesso Francesco Misiano (che fu poi rilasciato perché socialista e non anarchico). Rimase in carcere per sette mesi, e venne poi espulso dalla Svizzera nel luglio 1919. Grazie ad un regolare passaporto per la Germania, ottenuto per ragioni di studio, si recò a Stoccarda. Lì entrò in contatto con Clara Zetkin (che gli rilascia una lunga intervista sul movimento rivoluzionario in Germania) e Vincenzo Ferrer. Nell'ottobre nel 1919 poté rientrare in patria, in seguito all'amnistia promulgata dal governo Nitti. Nel dicembre del 1919 è a Napoli e poi a Reggio Calabria.

### Anni venti - Il ritorno in Italia
Il 1920 fu un periodo intenso per la vita militante di Bruno Misefari. A Napoli partecipò come oratore a molte manifestazioni, si prodigò a favore dei suoi compagni colpiti dalla repressione, denunciò le provocazioni della polizia; tenne numerose conferenze e comizi. Con il dentista anarchico Giuseppe Imondi, stampò alcuni numeri del giornale: L'Anarchia. In autunno fu chiamato a Taranto a svolgere il compito di segretario propagandista presso la locale Camera del Lavoro Sindacale. Tra la fine del 1920 e l'inizio del 1921 ebbe stretti contatti con Errico Malatesta, Camillo Berneri, Pasquale Binazzi, Armando Borghi, Giuseppe Di Vittorio e altri esponenti dell'anarchismo e del sovversivismo italiano. Nel 1921 si impegnò su più fronti per la campagna a favore degli anarchici Sacco e Vanzetti.
Nello stesso periodo (1920-21) fu corrispondente di: Umanità Nova, settimanale anarchico diretto da Errico Malatesta e collaborò al periodico: L'Avvenire Anarchico di Pisa.
Nel 1922 Bruno Misefari continuò i suoi studi a Napoli con qualche salto a Reggio Calabria con la sua compagna Pia Zanolli (che sposò nel 1931). Il 18 agosto 1923 si laureò in ingegneria presso il Politecnico di Napoli. Successivamente si iscrisse anche alla facoltà di filosofia.
Nonostante l'avvento del fascismo, nel 1924 fondò un giornale libertario, L'Amico del popolo, che però dopo il quarto numero fu soppresso dalle autorità. Nel primo numero del giornale, Bruno Misefari scrisse un editoriale dal titolo Chi sono e cosa vogliono gli anarchici. Lo scritto è l'espressione del suo pensiero libertario:
(Bruno Misefari - L'Amico del Popolo)
Da esperto di geologia, progettò per primo in Calabria l'industria del vetro e fondò nel 1926 a Villa S.Giovanni, la prima vetreria in Calabria (Società Vetraria Calabrese). In quegli stessi anni subì però persecuzioni continue da parte del regime. Fu cancellato dall'Albo di categoria e non poté più firmare progetti. Gli venne mossa l'accusa di avere «attentato ai poteri dello Stato, per il proposito di uccidere il re e Mussolini». Fu prosciolto dopo venticinque giorni di carcere.

### Anni trenta
Nel 1931, la polizia ravvisò in un discorso di commemorazione durante il funerale di un amico (tra l'altro un industriale fascista, Giuseppe Zagarella) un'ispirazione anarchica e pertanto lo propose per l'assegnazione al confino. Il 31 marzo 1931 fu arrestato, in carcere si sposò con Pia Zanolli, in luglio fu inviato per il confino, prigioniero a Ponza. Tuttavia sembra che tale provvedimento fosse stato determinato da altri motivi. Misefari, che era ingegnere minerario, si era attivamente impegnato nello sfruttamento su larga scala di giacimenti di quarzo, materia prima per l'industria vetraria, che fino a quell'epoca dipendeva, in gran parte, dai silicati stranieri. Assunto come direttore tecnico della Società Vetraria Calabrese (di cui era stato finanziatore e Presidente il succitato Zagarella) egli si era dovuto ben presto scontrare con l'assenteismo e l'inettitudine del consiglio di amministrazione che si schierò contro di lui con l'intenzione di eliminarlo in qualsiasi modo, ricorrendo anche ad espedienti politici. Giustizia e Libertà, in un articolo anonimo datato 21 dicembre 1933 dal titolo «Politica e affarismo. Il caso di un ingegnere libertario», attribuisce la causa del confino alle manovre dei suoi ex soci. Durante il confino stringe amicizia con Domizio Torrigiani, Gran Maestro del Grande Oriente d'Italia, il quale lo affilia alla Massoneria. Misefari entra a far parte della neo costituita loggia "Carlo Pisacane", insieme ad altri 11 confratelli, fra cui lo stesso Torrigiani.
L'amnistia del decennale del fascismo lo liberò dal confino dopo due anni. Ma tornato in Calabria vide il vuoto intorno a sé; scrive infatti a sua moglie: "Amnistiato sì, però a quale prezzo: la salute sconquassata, senza un soldo, senza prospettive per l'avvenire". Nel novembre del 1933 gli viene diagnosticata l'esistenza di un tumore alla testa. Nel 1934 va e viene con la moglie da Zurigo a Reggio Calabria. Nel 1935 riesce a trovare il capitale necessario per l'impianto di uno stabilimento per lo sfruttamento della silice a Davoli (in provincia di Catanzaro).
Nel 1936 le sue condizioni di salute peggiorano a causa del tumore. Il 12 giugno 1936 perde conoscenza, viene ricoverato in stato gravissimo nella clinica romana del Senatore Giuseppe Bastianelli, e lì si spense la sera stessa.

## Il pensiero
Bruno Misefari, ancora ragazzo, studente, cominciò a ribellarsi contro l'ingiustizia del mondo che lo circondava: Palizzi Superiore, un paese tra i monti dove il castello feudale dei signori locali dominava la valle, dove si ammucchiavano piccole e povere case desolate di contadini. E si ribellò a quel mondo, costruito secondo quell'immagine topografica che portava impresso nella memoria: sopra, chi comanda e non lavora, sotto, chi subisce e lavora. E ancora ragazzo cominciò a sognare un mondo in cui quella gerarchia fosse sovvertita prima, distrutta poi. Poteva scegliere di ispirarsi al socialismo marxistico o al socialismo libertario. Del primo apprezzava l'analisi dell'antagonismo tra le classi, ma mostrava perplessità circa i mezzi proposti dalla diagnosi marxistica per fronteggiare il pericolo di una rivincita dell'avversario di classe. Inclinò perciò verso il socialismo libertario.
(Bruno Misefari - Taccuino personale)
La scelta della diserzione fu coerente con il suo obiettivo di combattere non la guerra degli stati, ma a fianco degli oppressi di tutto il mondo contro il loro nemico, tenendo alta la bandiera dell'internazionalismo. Pur sottoposto senza tregua alla persecuzione della polizia e all'inquisizione della magistratura, fu sempre al suo posto accanto a coloro che lavoravano e soffrivano. Come ogni rivoluzionario sincero e coerente, pagò col carcere e col confino la sua fede in un ideale.

### Chi sono gli anarchici
Secondo Bruno Misefari, essere anarchici voleva dire per prima cosa proclamare, contro ogni violenza, l'inviolabilità della vita umana. Inoltre significava lottare per l'abolizione della proprietà privata e a favore della socializzazione dei mezzi di produzione e di scambio. Proprio per questo gli anarchici sono, di fondo, dei socialisti. A questo esperimento di vita sociale andava affiancata la lotta contro lo Stato, che ne impediva la realizzazione. E la lotta contro lo Stato non poteva essere vittoriosa se non con la rivoluzione. Dunque gli anarchici sono socialisti, antistatali e rivoluzionari. Elemento fondamentale della lotta, secondo Misefari, era l'allargamento di essa alla sfera internazionale. È comunque una lotta che non si fa violenta. Misefari è fortemente pacifista, contrario all'uso della forza e della violenza armata. L'anarchico è inoltre antireligioso: la religione infatti è considerata "fattore di abbruttimento per l'umanità".

### Antimilitarismo
Per Misefari la guerra è pura barbarie, speculazione capitalistica consumata in nome dello Stato.

### Religione
La religione è considerata come un anestetico delle facoltà critiche della mente umana. Sarebbe proprio la religione a imprigionare le energie morali dell'uomo, a inebetire lo spirito critico e di riflessione. Perciò i popoli più religiosi sarebbero i meno progrediti e i più afflitti dalla tirannia, mentre, laddove la religione sparisce, lì è florida la libertà e il benessere.

### La Donna
È forte nel pensiero di Misefari la volontà di sottolineare l'uguaglianza sociale tra uomo e donna. In anni difficili e lontani dalle battaglie del femminismo di metà Novecento, egli afferma che la donna nobilita e abbellisce la condizione di vita umana. È dovere della donna lottare per risollevarsi da una condizione di inferiorità, che è tale in virtù di un "delitto sociale" e non dovuta a leggi di natura.

### Arte
Misefari vive di sogni, di ideali. Nella sua concezione non esiste un artista, che sia poeta, filosofo, persino scienziato, che si sia mai messo al servizio della menzogna. Se tutti potevano essere vili, un artista non poteva.
Poesia composta nel 1912 da Bruno Misefari:
FALCO RIBELLE
Ne l'alto, ove sono i fulgori
di soli immortali
Un giovane falco ribelle
o piccoli, io sono.
Mi spinge ne' campi ignorati,
un acre desio
Di sante ideali battaglie,
di luce e di gloria.
Mi splende nell'occhio la speme
di certa vittoria,
Mi parla nel core la voce
sinfonica, dolce
D'un caro sublime Pensiero,
ch'è Bene ed Amore.
Ho giovini l'ale e robuste,
o venti, o cicloni,
O fulmini immani feroci,
vi lancio la sfida.
Voi soli potete pugnare
col giovine falco,
Chè Luce, chè Forza, chè Vita

multanime siete.
Ma voi, piccoli, no. Coi vermi
guazzate nel fango,
Dal fango mirate del falco
il libero volo.»

### Frammenti
(epitaffio)

## Opere complete
- Bruno Misefari, Schiaffi e carezze, Roma, Morara, 1969.
- Bruno Misefari, Diario di un disertore, La Nuova Italia, 1973.,

Entrambi i testi sono stati pubblicati postumi sotto lo pseudonimo Furio Sbarnemi.